# التغذية الكاذبة
التغذية الكاذبة (بالانجليزية:sham feeding) هي أي إجراء يحاكي الاستهلاك الطبيعي للأغذية ولكن عندما لا يتم هضم الطعام والشراب فعليًا أو امتصاصهما. 
يستخدم بشكل عام في التجارب التي تدرس الجوع أو الأكل أو الهضم، وهي طريقة سائدة تستخدم في دراسة اضطراب نهم الطعام .
في الأبحاث على الحيوانات، غالبًا ما يتضمن إدخال أنبوب في المريء أو المعدة، والذي يسرب أي شيء تم ابتلاعه.  الحيوانات التي تتغذى بالتغذية الكاذبة بهذه الطريقة تأكل وتبتلع باستمرار تقريبًا دون أن تشبع،  مضغ العلكة أيضا يمكن اعتباره تغذية كاذبة،  نظرًا لأنه يتم امتصاص القليل من العناصر الغذائية أو عدم امتصاصها في الجسم، فإن عملية المضغ لا تزال تحفز أعصاب الجهاز الهضمي التي تؤدي إلى إطلاق هرمونات الجهاز الهضمي، وكذلك تزيد من إنتاج إفرازات اللعاب والبنكرياس.  في الدراسات الإنسانية، تُستخدم عادةً عملية تُعرف باسم التغذية الكاذبة المُعدلة (MSF)، والتي تتضمن الشم وتذوق ومضغ الطعام، ثم بصقها عندما يتم ابتلاعها عادةً. 